# Iván San Miguel
Iván San Miguel Pérez (Piloña, 12 de janeiro de 1985) é um ginasta espanhol que compete em provas de ginástica artística.
Iván fez parte da equipe espanhola que disputou os Jogos Olímpicos de Pequim, em 2008, China.

## Carreira
Iniciando na ginástica aos cinco anos, em uma escola local, entrou para a equipe nacional aos dezessete, disputando seu primeiro evento internacional. Em 2002, competindo na categoria júnior no Europeu de Patras, foi 12º colocado no concurso geral. Em 2005, Ivan fez parte da equipe que disputou os Jogos do Mediterrâneo de Almería, sendo medalhista de ouro na prova coletiva e prata no salto. Ainda em 2005, disputou a etapa de Copa do Mundo de São Paulo, no qual encerro em sexto na prova do salto sobre a mesa.
Em 2006, no Europeu de Vólos, foi 13º no salto e décimo na classificação da prova coletiva. Como compromisso seguinte, deu-se a etapa de Moscou da Copa do Mundo. Nele, terminou na sexta colocação nas argolas, ao somar 15,600 pontos. Em outubro, no Mundial de Aarhus, foi 17º nas argolas e nono na prova coletiva. No ano posterior, na disputa do Europeu de Amsterdã, novamente não foi a nenhuma final, sendo 13º colocado na classificação das argolas. Na edição do ano seguinte, o Mundial de Stuttgart, que serviria de classificação para os Jogos Olímpicos de 2008, Ivan foi 22º colocado na barra fixa e sétimo por equipes.
Em 2008, em sua primeira aparição olímpica, nos Jogos de Pequim, ao lado de Rafael Martinez, Isaac Botella, Gervasio Deferr, Manuel Carballo e Sergio Munoz, foi 11º colocado por equipes. Individualmente, foi 29º no salto e 24º nas argolas. Abrindo o calendário competitivo de 2009, disputou o Europeu de Milão. Nele, foi 49º na prova da barra fixa. Em outubro, disputou o Mundial de Londres, sendo 18º colocado na prova das argolas.

## Principais resultados
| Ano  | Evento                                    | AA                | Equipe          | Solo | Cavalo com alças | Argolas | Salto sobre o cavalo | Barras paralelas | Barra fixa |
| ---- | ----------------------------------------- | ----------------- | --------------- | ---- | ---------------- | ------- | -------------------- | ---------------- | ---------- |
| 2002 | Campeonato Europeu (júnior)               | 12º               | 14º             |      |                  |         |                      |                  |            |
| 2005 | Jogos do Meidterrâneo                     | Medalha de bronze | Medalha de ouro |      |                  |         | Medalha de prata     |                  |            |
| 2005 | Copa do Mundo - São Paulo                 |                   |                 |      |                  | 6º      |                      |                  |            |
| 2006 | Campeonato Europeu                        |                   | 10º             |      |                  |         | 13º                  |                  |            |
| 2006 | Copa do Mundo - Moscou                    |                   |                 |      |                  | 6º      |                      |                  |            |
| 2006 | Campeonato Mundial de Ginástica Artística |                   | 9º              |      |                  | 17º     |                      |                  |            |
| 2007 | Campeonato Europeu                        |                   |                 |      |                  |         | 13º                  |                  |            |
| 2007 | Campeonato Mundial de Ginástica Artística |                   | 7º              |      |                  |         |                      |                  | 22º        |
| 2008 | Jogos Olímpicos                           |                   | 11º             |      |                  | 24º     | 29º                  |                  |            |
| 2009 | Campeonato Europeu                        |                   |                 |      |                  |         |                      |                  | 49º        |
| 2009 | Campeonato Mundial de Ginástica Artística |                   |                 |      |                  | 18º     |                      |                  |            |
| 2010 | Campeonato Mundial de Ginástica Artística |                   |                 |      |                  | 6º      |                      |                  |            |